# النابغة الشيباني
عبد الله بن المخارق الشيباني، هو عبد الله بن المخارق بن سليم بن حضيرة بن قيس، من بني شيبان. (؟ - 125 هـ)،(؟ - 743 م). شاعر بدوي من شعراء الطبقة الأولى كان يقيم في البادية. وكان يفد إلى بلاد الشام في عهد الدولة الأموية، فيمدح الخلفاء، متقبلاً عطاياهم ومنحهم. فقد مدح عبد الملك بن مروان كما مدح أبناءه.
وله ديوان شعر مطبوع بعنوان (ديوان نابغة بني شيبان)، نشرته دار الكتب المصرية، وقد وقف على طبعه الشاعر أحمد نسيم عام 1932 ميلادية.
من شعره:
وله أيضا: